# Schköna
Schköna é uma vila e antigo município da Alemanha localizado no distrito de Wittenberg, estado de Saxônia-Anhalt.
Pertencia ao Verwaltungsgemeinschaft de Tor zur Dübener Heide.  Desde 1 de janeiro de 2011 é parte do município de Gräfenhainichen.